# روسولا دموية
روسولا دموية (الاسم العلمي: Russula sanguinaria) هي نوع من الفطريات تتبع جنس الروسولا من الفصيلة الروسولية.